# Stoenești (Olt)
Stoenești is een Roemeense gemeente in het district Olt.
Stoenești telt 2369 inwoners.